# 湧永満之記念体育館
湧永満之記念体育館（わくながまんじ きねんたいいくかん）は広島県安芸高田市にあるハンドボール専用体育館。施設は湧永製薬が所有管理している。
日本ハンドボールリーグ・安芸高田ワクナガハンドボールクラブのホームグラウンドである。

## 概要
名前に冠する湧永満之とは、湧永製薬創業者にしてハンドボール部に多大な尽力をかけた人物。
当初大阪市にあった湧永HCは練習場探しに苦労していた。そこで強化策の一環として、チームを広島県高田郡甲田町（現・安芸高田市）にある湧永製薬広島工場に移転。
1989年、同社広島事務所内に開場、湧永満之が私財を投じたものといわれている。
ちなみに、本拠を移した1970年代後半から、湧永HCは日本のトップチームとして君臨。1970年代から1990年代の長きに渡り日本リーグ・日本選手権・全日本実業団・国体で優勝し、日本のハンドボール界を牽引している。

## 住所
- 広島県安芸高田市甲田町下甲立1624（湧永製薬広島事務所内）

## 交通
- JR芸備線・甲立駅から車で約10分